# Пялль, Эдуард Николаевич
Эдуард Николаевич Пялль, псевдоним Hugo Angervaks (эст. Eduard Päll) (15 октября 1903, д. Кооза — 13 июня 1989, Таллин) — эстонский писатель, лингвист, литературовед и политик — коммунист, председатель Президиума Верховного Совета Эстонской ССР в 1947—1950 годы.
С начала 1920-х годов жил и работал в СССР, вначале в Ленинграде, позже в Омске и затем снова в Ленинграде.
В 1929 году окончил Педагогический Институт в Ленинграде, позже занимался лингвистическими исследованиями и изучением литературных источников.
После присоединения Эстонии к СССР переехал в Эстонию.
В 1940—1941 годах — заместитель главного редактора газеты «Коммунист», в 1943—1947 годах — секретарь ЦК Коммунистической Партии (большевиков) Эстонии. С 18 февраля 1941 по 30 декабря 1943 года заместитель Председателя СНК ЭССР, одновременно с 3 июня 1941 по 1943 год народный комиссар государственного контроля ЭССР. С 5 марта 1947 по 4 июля 1950 года — Председатель Президиума Верховного Совета Эстонской ССР.
В 1950 году был отстранён от должности Председателя Президиума ВС ЭССР.
Затем был директором Института языка и литературы Академии наук Эстонской ССР.
В 1946—1954 годах — депутат Верховного Совета СССР.

## Награды
- орден Ленина (12.10.1973)
- орден Октябрьской Революции (14.10.1983)
- орден Отечественной войны I степени
- орден Отечественной войны II степени (11.03.1985)
- орден Трудового Красного Знамени (14.1.1963)
- орден Красной Звезды
- орден «Знак Почёта» (30.12.1956)
- медали